# 少女探偵スーパーW
『少女探偵スーパーW』（しょうじょたんていスーパーダブル）は、1979年4月5日から同年10月4日までTBSで放送されたドラマ形式のバラエティ番組である。放送時間は毎週木曜 19:00 - 19:30 (JST) 。

## 概要
『UFOセブン大冒険』『マジカル7大冒険』に続くバラエティドラマシリーズの第3弾。大場久美子扮する地球人探偵少女と、榊原郁恵扮する宇宙人少女のコンビが難事件を解決する推理ドラマを主軸にしていたが、2時間ドラマのような堅苦しいサスペンスは無く、子供でも楽しめるようなストーリーとなっていた。また、榊原が毎回変身するシーンも見所だった。

## キャスティング
主演は前作『マジカル7大冒険』に引き続き、大場久美子と榊原郁恵が担当した。しかし、大場が出演するのは本作までで、次作『ミラクルTV大出動』からは再び榊原の単独主演となった。また、『UFOセブン大冒険』や『マジカル7大冒険』で敵役を演じた荒井注が、本作では喫茶店の主人という善人役を演じた。
その他、シリーズでは唯一の出演となる渡辺文雄や三波豊和が脇を固め、さらに当時同局で放送されていた『ザ・ベストテン』の中継レポーター（通称・「追っかけマン」）で知名度を得ていた松宮一彦（当時同局アナウンサー）が本人役で出演した。以上のように、本作ではレギュラーが6人と少なく、また、『UFOセブン大冒険』や『マジカル7大冒険』にはあった子役のレギュラーは皆無だったが、その分各キャラクターの個性を際立たせる演出が採られた。

## ストーリー
警視庁の部長刑事・遠山金蔵警部（渡辺）を父に持つ、推理マニアの高校生・遠山プンチ（大場）は、ある日、宇宙からやって来た少女・ポンチ（榊原）と知り合い、ポンチの正体を秘密にして、2人で遠山警部を助けるべく、探偵を始めることにした。
次々と起こる怪事件。それに対し、プンチの推理力とポンチの変身力で、様々な事件を解決していく。今日もどこかで、彼女たちの悪人への引導が渡される。「犯人は、あなたっ!!」。

## 番組の流れ
多少の例外を除き、この番組は次のようなストーリー展開をしていた。
1. 事件が起き、松宮がレポートする。
2. プンチは事件捜査を開始。一方ポンチは「スーパーW!!」とコールして、様々なスタイルに変身し、独自で捜査する（ただし、途中で怪しまれるので、もう1回変身して巻く）。
3. ポンチは犯人を追い詰めるが（ここで視聴者には犯人が分かる）、鏡などを見て仮死状態となる（ポンチは自分の姿を見ると仮死状態となる）。これを見て犯人は、「しめしめ」とばかりに去る。
4. プンチが現れて、「クラック・ランブル・カモン!!」とコールして指輪からエネルギーを発射し、ポンチのバッジにチャージして、ポンチを生き返らせる。
5. 遠山警部たちや皆を集め、プンチは自分の推理で、犯人を追い詰める。
6. 犯人は「知らないよ。証拠が有るなら、見せて貰おうか」などと言って、シラを切る。そこでプンチは「お待たせ! 出番よ!」とコールし、第一目撃者であるポンチを呼び出す。もう一回「出番よ！」を出し、第2の証人を呼ぶこともある。犯人が驚いた所で、2人は「犯人は、あなたっ!!」と引導を渡し、事件解決（この後、犯人が「ワッしまった!!」「もう少しだったのになァ」などと言いながら連行されたり、犯人が犯行理由を語ったりする）。
7. 遠山家で、金蔵とプンチが今回の事件に関する会話をして、全て終わり。

## 登場人物
遠山 プンチ（とおやま プンチ）
演 - 大場久美子
遠山金蔵警部の娘である高校生。父の影響から、大の推理マニアだったが、ふとした事から宇宙人ポンチと知り合い、彼女の正体を秘密にする一方で、2人で遠山警部を助けるべく、探偵を始めることにする。ポンチから貰った指輪は、ポンチが仮死状態になった時、「クラック・ランブル・カモーン!!」とコールして、エネルギーをチャージして、ポンチを生き返らせることができる。
推理マニアらしく、クールで落ち着いた性格だが、意外にミーハーなところもある。同級生の人気も高い。また、おしゃれが好きで、毎回違った衣装を披露していた。
ポンチ
演 - 榊原郁恵
宇宙からやって来た少女。プンチと出会ったことで、プンチとともに探偵を始める。彼女の正体はプンチのみが知っており、表面的には「プンチの親友」となっている。
特殊能力として、両腕をW字にして「スーパーW!!」とコールすることで、様々なスタイルに変身できる。弱点は、鏡などに自分の顔を見せられると、瞬時に仮死状態となることである。
プンチとは正反対に、明るくてキャピキャピした性格の持ち主。普段着ている服は、赤の半袖・ホットパンツ丈のジャンプスーツ（胸に「W」マークが描かれている。後期は赤ジャンプスーツから赤半袖Tシャツ・赤ホットパンツに変更された）・赤ブーツのみ。
なお、「生まれた星」「地球に来た理由」「地球への訪れ方」については一切触れられることはなかった。また、「普段の居場所」も一切不明。
遠山 金蔵（とおやま きんぞう）警部
演 - 渡辺文雄
プンチの父で、警視庁の部長刑事。「事件捜査は警察の仕事」という信念があり、首を突っ込みたがる娘やポンチには手を焼いている。初期の頃はかなり娘たちを怒鳴っていたが、後期になるとむしろ娘たちを頼りにすることが多くなっていった。名前の由来は遠山金四郎。
なお、劇中では妻（プンチの母）は登場しなかったが、その理由については語られていない。
蜂須賀 八五郎（はちすか はちごろう）刑事
演 - 三波豊和
遠山警部の部下。通称「ハッチ」。もちろんこれは、名前の「八五郎」からなのだが、本人は当時同局で放送されていた海外刑事ドラマ『刑事スタスキー&ハッチ』のハッチこと「ケネス・ハッチンソン」をイメージしており、やたら猪突猛進な行動が多い。水越巡査（演：石野真子）が好きらしい。名前の由来は蜂須賀小六と、『銭形平次』の八五郎から。
チュウさん
演 - 荒井注
遠山たちやプンチたちが行きつけにしている喫茶店「コーヒーハウス チュウ」の主人。いつも飲み代をツケにしている遠山たちにイライラしているが、影響から将来探偵もやってみようと考えているひょうきんな男。
松宮アナウンサー（まつみやアナウンサー）
演 - 松宮一彦（当時TBSアナウンサー）
テレビ局のアナウンサーで、プンチの叔父。通称・「現場直撃マン」。常にスクープを目指して事件現場のレポートに現れるが、そのたびに蜂須賀に邪魔されている。

## ゲスト出演
- 野口五郎（第1話、第25話）
- 秋野太作（第2話）
- 井上順
- 初代引田天功（第2話）
- 手塚治虫（第3回、本人役で出演）
- 江藤博利
- タモリ（第4話）
- アグネス・チャン（第4話）
- ラビット関根（現・関根勤）
- 郷ひろみ（第5話）
- 宮川泰（第5話）
- 山田康雄（第6話、第15話　怪盗ルパン団のボス、本人役と2回出演）
- 狩人（第6話）
- 伊東四朗（第6話）
- 宮内洋（第7話）
- 久米明（第7話）
- 小柳ルミ子（第8話）
- 堺正章（第9話）
- 佐藤佑介（第9話）
- 石野真子（第10話）
- 夏夕介（第10話）
- 和田アキ子（第11話）
- 具志堅用高（第12話）
- 桜田淳子（第12話）
- 桂三枝（現・六代 桂文枝　第12話）
- 高田みづえ（第13話）
- 太川陽介（第14話）
- 神谷明（第15話、第23話）
- 小林清志（本人役で出演）
- 小原乃梨子（本人役で出演）
- 古谷徹（本人役で出演）
- 研ナオコ（第16話）
- 清水健太郎（第17話）
- 相本久美子（第18話）
- 太田裕美（第19話）
- リューベン（第20話）
- 井上順（第21話）
- 平田昭彦（第21話）
- 細川たかし（第22話）
- 富山敬（第23話）
- 森山周一郎（第24話）
- 沢田研二（第26話）
- 金井大（第26話）
- 浅井栄子（第27話）
- 能瀬慶子
- 高品正宏（現・高品剛）
- 日吉としやす
- サザンオールスターズ
- 黒部幸英
- 新井康弘
- ほか

## 番組タイトル
1. 郁恵の変装久美子の推理少女探偵出動!
2. 天功マッ青、ダイヤが怖い!
3. 郁恵、久美子の手塚治虫ベレー帽事件
4. 義経黄金事件
5. 天才ピアニスト傷害事件
6. 脱走!ブルートレインSOS
7. 郁恵・久美子の誘拐事件大捜査!
8. 郁恵・久美子、なぞのスーパーカーを追え!
9. 郁恵・久美子ラジコンヘリコプターSOS
10. 郁恵・久美子の恐怖の宙返りコースター（冒頭は横浜ドリームランドでロケ）
11. 郁恵・久美子ラジオ局毒殺事件の謎をとけ!
12. 郁恵・久美子の具志堅用高ベルト盗難事件!
13. 郁恵・久美子の爆発寸前!ニトロの恐怖
14. 郁恵・久美子の衝撃のインベーダー作戦
15. 郁恵・久美子の人気アニメ声優大集合!
16. 2億円消失!一流デザイナーの狂言か?
17. 郁恵・久美子のサーフィン大会傷害事件
18. 郁恵・久美子の危いぞ!猟銃が火を吹く
19. 郁恵・久美子の主役がさらわれたぞ!
20. 郁恵・久美子のプールサイドにせまる影（ラストの遠山親娘の会話は、この回のみプール脇で）
21. 郁恵・久美子、クルーゾー警部との対決!（クルーゾー警部役は井上順）
22. 郁恵・久美子の盗まれたフィルムを追え!
23. 郁恵・久美子の人気アニメ声優劇で…
24. 郁恵・久美子の白昼の銃撃戦・人質を救え!
25. 郁恵・久美子のそっくり刑事大集合!
26. ついに明かされたポンチの秘密
27. さようならプンチ、ポンチ、涙の最終回

## スタッフ
- 監督 - 五十嵐衛
- 脚本 - 石原雄二ほか
- 構成 - 下山啓 / 居作中一
- プロデューサー - 斎藤正人
- 音楽 - 宮川泰
- 演奏 - 高橋達也と東京ユニオン、ベストアンサンブル
- コーラス - タイムリー
- 衣装提供 - タケミ
- 制作 - 青柳脩
- 製作 - TBS

## 主題歌
- 作詞 - 下山啓
- 作曲 - 宇崎竜童
- 編曲 - 宮川泰
- 歌 - 大場久美子・榊原郁恵

## 玩具
- TBSバラエティドラマ路線では唯一玩具が発売、衣装提供のタケミから「スーパーバッグ」というバッグ玩具が発売（ベルト・バッジ・ペンダント・コンパクト・手鏡が入っている）、またタケミからは、鍵付き箱「ロックバッグ」や、手帳や鉛筆などが入ったポーチなども発売された。

## コミカライズ
- 「小学六年生」（小学館）昭和54年7月号付録「小六TVコミック」に、如月亜衣によってコミカライズ版が読み切り掲載された。なおこのコミックには、同時期の大場主演ドラマ『コメットさん』（第2期）と榊原主演ドラマ『ナッキーはつむじ風』も掲載された。

## エピソード
- 毎回変わる大場の衣装は、視聴者プレゼントとなった。
- 渡辺と大場が、それぞれ1回ずつスケジュールの都合で出演しなかった回がある。渡辺が不在の時には、星セント扮する金蔵の従兄弟が登場。大場が不在の時には、ポンチが推理と変身の双方を担当した。
- 第22話は、上映間近の映画『ピーマン80』（監督：居作昌果）をネタにした話だった。ただし、劇中に登場した監督は居作本人ではなく、細川たかしが扮した。
- 渡辺と松宮は、終了直後に同局で開始した『クイズ列車出発進行』でも共演した。
- 関東地区では、TBSのバラエティドラマ路線で唯一再放送された事があり、1980年4月22日から同年5月28日まで平日17:30 - 18:00に再放送された[2]。